# Centrocerum richteri
Centrocerum richteri là một loài bọ cánh cứng trong họ Cerambycidae.